# Herman van der Horst

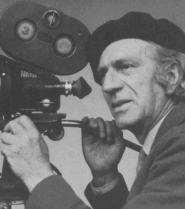
Herman van der Horst

Herman van der Horst (Alblasserdam, 30 december 1910 - Haarlem, 8 januari 1976) was een Nederlands filmregisseur, -producent en scenarioschrijver.
Van der Horst verwierf grote bekendheid met zijn bioscoopfilm Faja Lobbi (1960); een documentaire in kleur over het binnenland van Suriname. Op het Filmfestival van Berlijn won de film een Gouden Beer voor beste documentaire (1960), en in 1963 kreeg de film 'The Ward of Merrit' op het filmfestival van Melbourne. Van der Horst schreef ook een boek: Faja Lobbi; impressies van het binnenland van Suriname.
Eveneens van zijn hand zijn de korte films: Prijs de zee uit 1959 (Gouden Beer voor beste korte film) en Toccata uit 1969. Deze laatste film werd genomineerd als beste korte film voor het Filmfestival Cannes.
Houen zo!, zijn documentaire over de wederopbouw van Rotterdam, won in 1953 de prijs voor de beste ‘realistische korte film’ op het filmfestival van Cannes, en werd in 2007 toegevoegd aan de Canon van de Nederlandse film.
De korte film Amsterdam werd buiten competitie vertoond op het Filmfestival Cannes van 1965. Dat jaar zetelde Van der Horst in de internationale jury voor de kortefilmcompetitie van het festival.
Herman van der Horst overleed op 65-jarige leeftijd.

## Filmografie
- Texel, parel der waddeneilanden (in bezettingstijd, samen met Nol Binsbergen)
- Metamorphose (in bezettingstijd)
- Arnhem (1945, samen met Paul Schuitema)
- Ontluisterd land (1946)
- Rotterdam aan den slag (1946 samen met Alan Penning)
- Herwonnen vaart (1946, samen met Alan Penning)
- Dragers van het gulden vlies (1948)
- Toernooi (1948)
- Het bijsteren land van Veluwen (1948)
- Der zee ontrukt (1950)
- Langs ongebaende klingen (1951)
- 't Schot is te boord (1951)
- Houen zo! (1952)
- Vieren maar (1954)
- Prijs de zee (1957)
- Faja Lobbi (1960)
- Pan (1962)
- Amsterdam (1964)
- Toccata (1968)
- filmplan Musica Humana (niet gerealiseerd)